# Myrte
Die Myrte (Myrtus communis), auch Brautmyrte, Duftende Myrte und Gemeine Myrte genannt, ist eine Pflanzenart aus der Gattung Myrten (Myrtus) innerhalb der Familie der Myrtengewächse (Myrtaceae). Dieser immergrüne Strauch ist die einzige im Mittelmeerraum heimische Art dieser Familie.

## Beschreibung

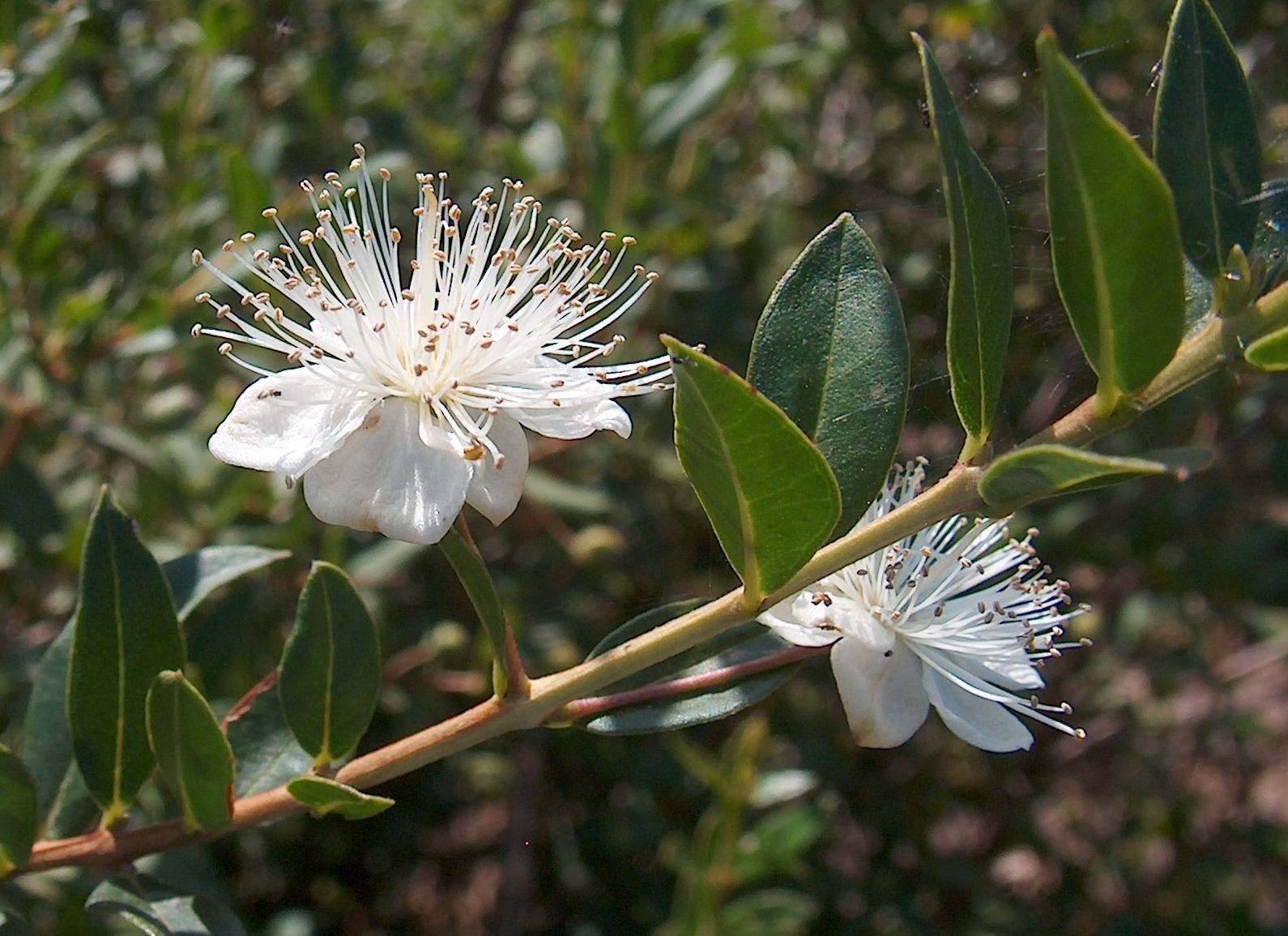
Zweige mit Laubblättern und Blüten

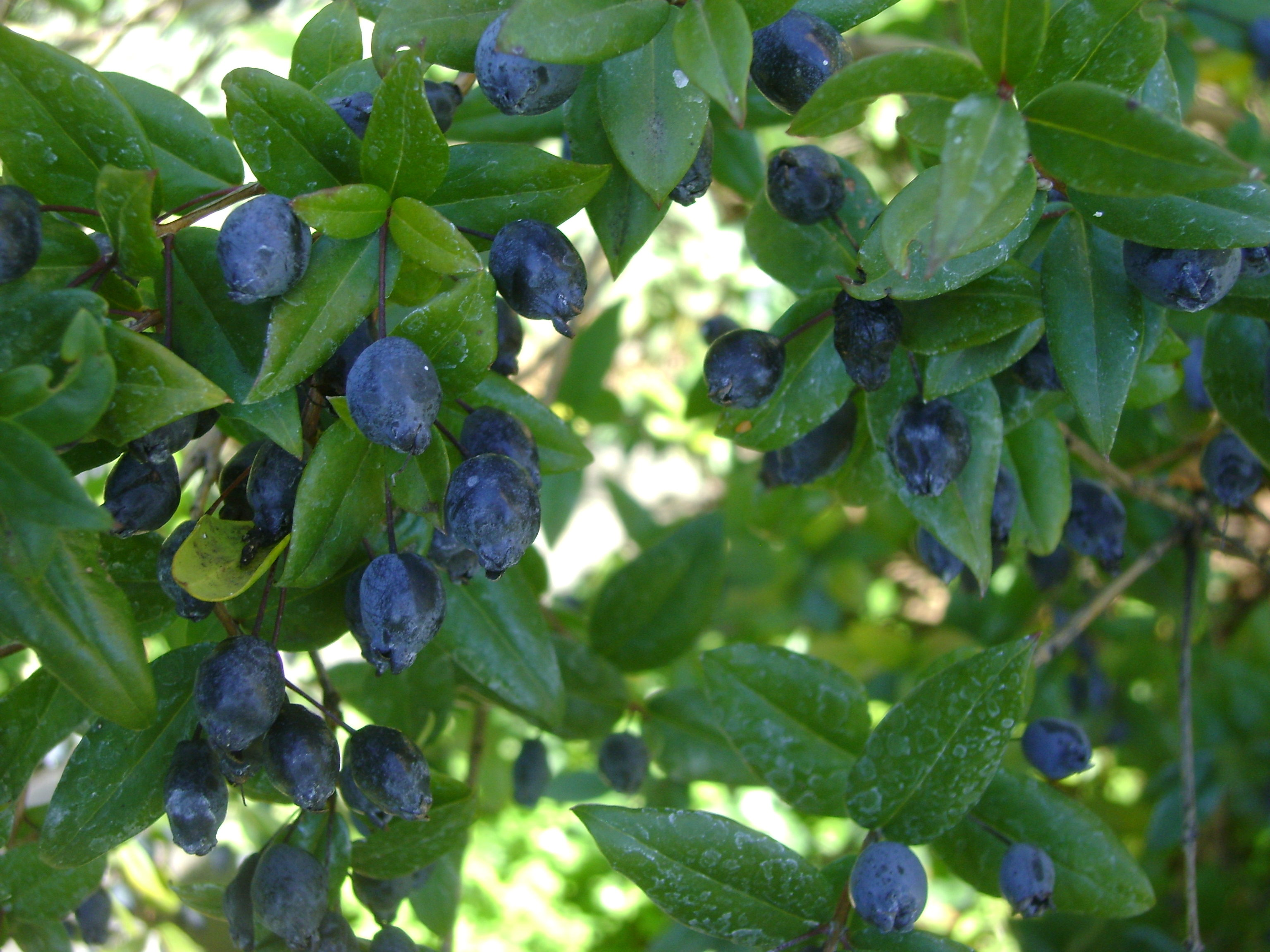
Früchte

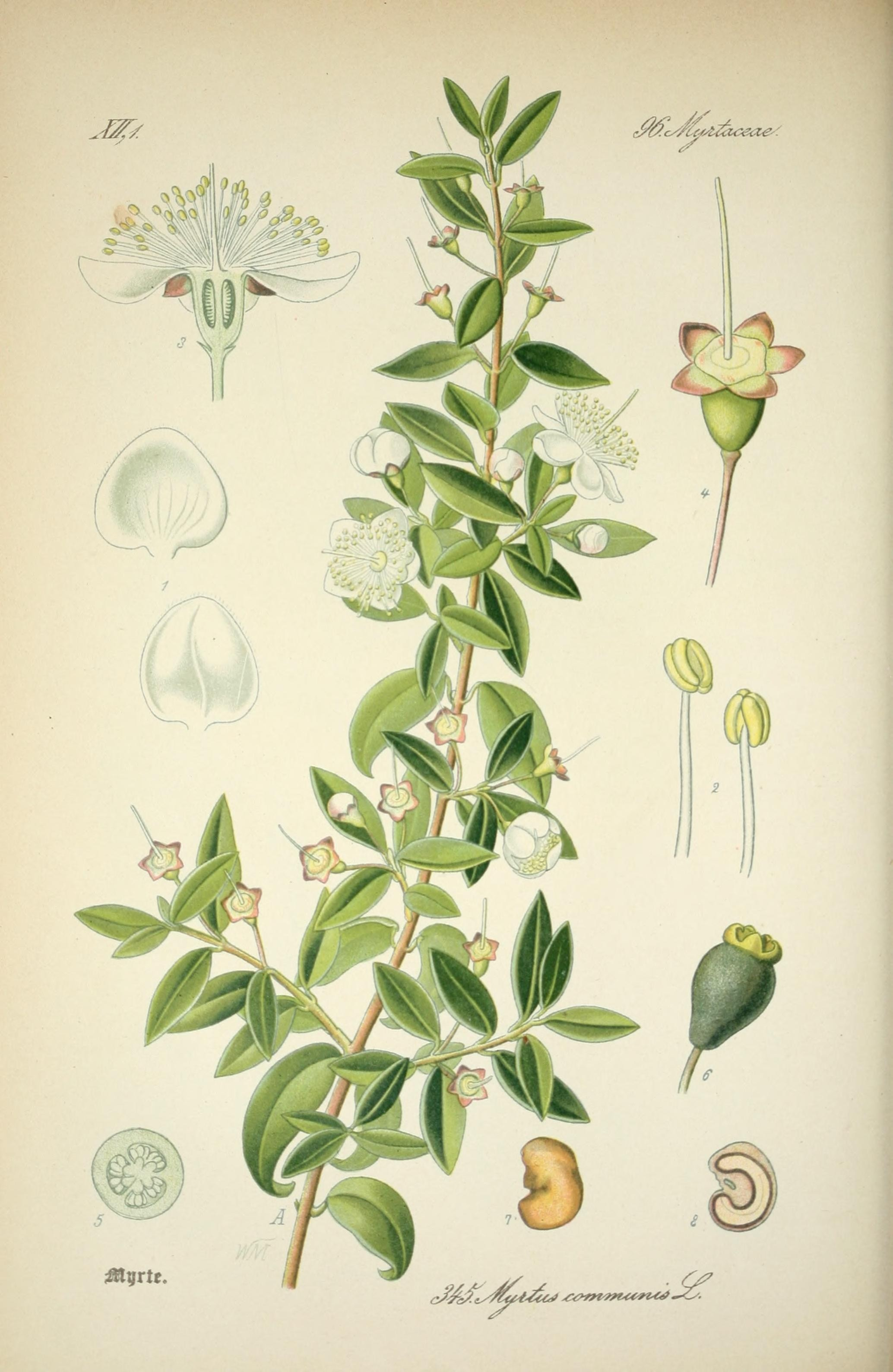
Illustration aus Prof. Dr. Thomé's Flora von Deutschland, Österreich und der Schweiz, in Wort und Bild, für Schule und Haus; mit ... Tafeln ... von Walter Müller, Tafel 345

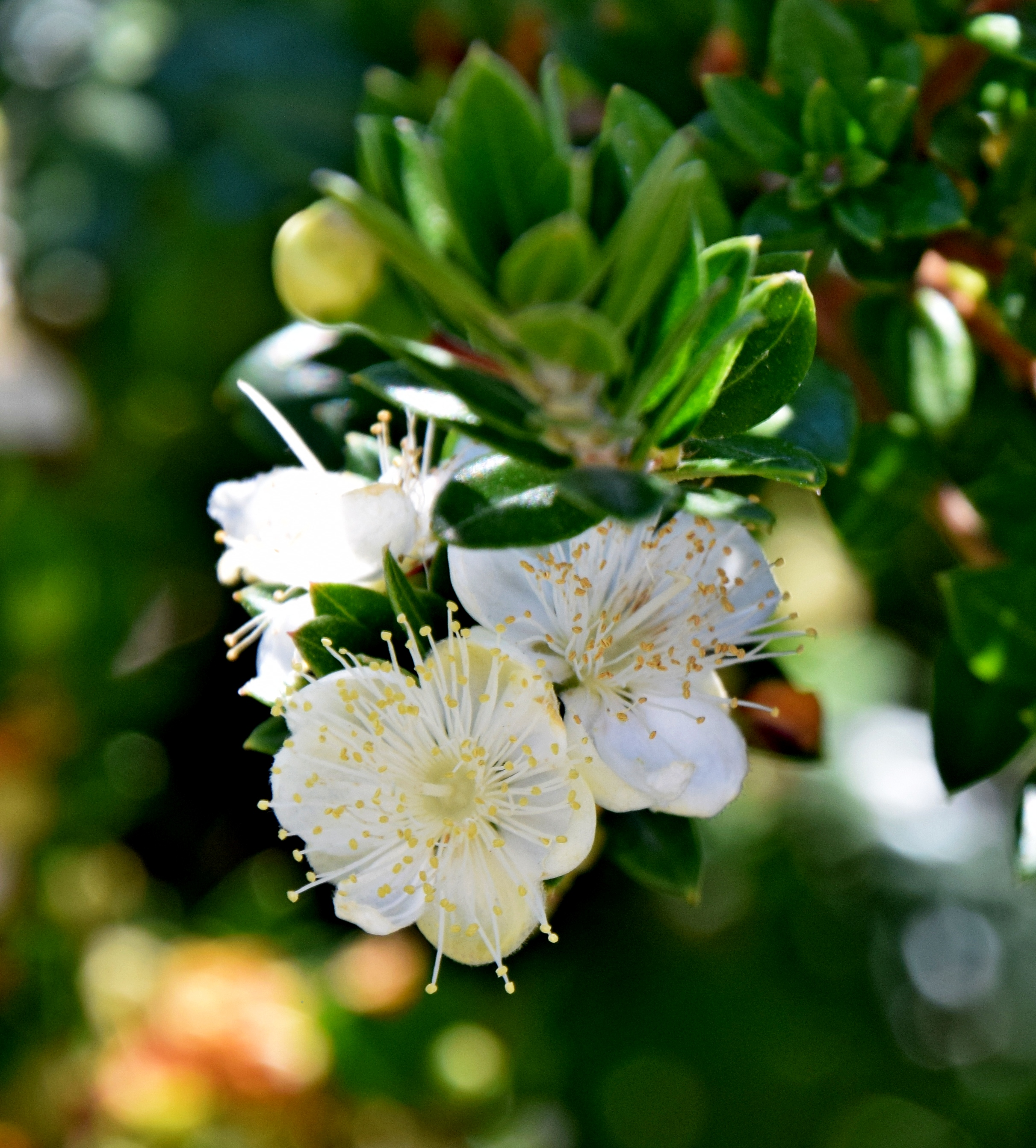
Myrtus communis subsp. tarentina

### Vegetative Merkmale
Die Myrte ist ein immergrüner, reich verzweigter Strauch, der Wuchshöhen bis zu 5 Metern erreichen kann. Die Rinde älterer Zweige ist kahl, nur die Rinde junger Zweige ist drüsig behaart.
Die meist gegenständig an den Zweigen angeordneten Laubblätter – bisweilen stehen auch drei Blätter wirtelig an einem Knoten – sind nur sehr kurz gestielt. Die derben, dickledrigen, einfachen, ganzrandigen und meist kahlen Blattspreiten sind bei einer Länge von 1 bis 5 Zentimetern eiförmig bis elliptisch mit spitzem bis zugespitztem, seltener rundspitzigem und manchmal feinstachelspitzigem oberen Ende. Sie sind durchscheinend drüsig punktiert und manchmal unterseits leicht auf den Adern behaart. Die Blattoberseite ist dunkler grün und glänzend, die -unterseite ist heller.

### Generative Merkmale
Die Blütezeit reicht von Mai bis August. Die Blüten stehen meist einzeln in den Blattachseln. Die Blütenstiele sind bis zu 3 Zentimeter lang. Die relativ kleinen, zwittrigen und fünfzähligen Blüten duften. Sie weisen einen Durchmesser von bis zu 3 Zentimeter auf. Die Kelchblätter sind dreieckig. Die ausladenden, meist weißen Kronblätter sind verkehrt-eiförmig bis fast kreisförmig. Die zahlreichen Staubblätter haben gelbe Staubbeutel. Der Fruchtknoten ist unterständig mit schlankem Griffel und kleiner Narbe. Es ist ein Diskus vorhanden.
Die zuerst rötliche, bei Reife blau-schwarze und „bereifte“, mehrsamige Beerenfrucht ist bei einem Durchmesser von etwa 1 Zentimeter kugelig bis verkehrt-eiförmig mit Kelchresten. Die Samen sind nierenförmig und etwa 3 Millimeter lang.
Die Chromosomenzahl beträgt 2n = 22.

## Verbreitung
Das Verbreitungsgebiet umfasst den Mittelmeerraum, die Azoren und reicht östlich bis Pakistan. Als Standort werden Macchien und Wälder auf etwas feuchteren, steinigen, kalkfreien Böden bevorzugt. In Europa kommt sie ursprünglich in Portugal, Spanien, Italien, auf den Balearen, Korsika, Sardinien, Sizilien, Slowenien, Kroatien, Bosnien und Herzegowina, Montenegro, Albanien, Griechenland, Kreta, Zypern und in der Türkei vor. Die Myrte wird seit dem Altertum kultiviert und ist entsprechend häufig verwildert. Als ältestes und größtes Exemplar in Deutschland gilt die Myrte im Schau- und Sichtungsgarten Hermannshof in Weinheim an der Bergstraße.

## Systematik
Die Erstveröffentlichung von Myrtus communis erfolgte 1753 durch Carl von Linné in Species Plantarum, Tomus I, S. 471.
Je nach Autor gibt es etwa zwei Unterarten: Nach Euro+Med 2022 werden sie nur als Varietäten anerkannt:
- Myrtus communis L. subsp. communis (Syn.: Myrtus communis var. baetica L.): Sie kommt von den Azoren bis Pakistan vor.[4]
- Myrtus communis subsp. tarentina (L.) Nyman (Syn.: Myrtus communis var. tarentina L.): Sie kommt ursprünglich in Südeuropa in Spanien, Frankreich, Italien, Sardinien, Kreta und im früheren Jugoslawien vor.[4]

## Kulturgeschichte

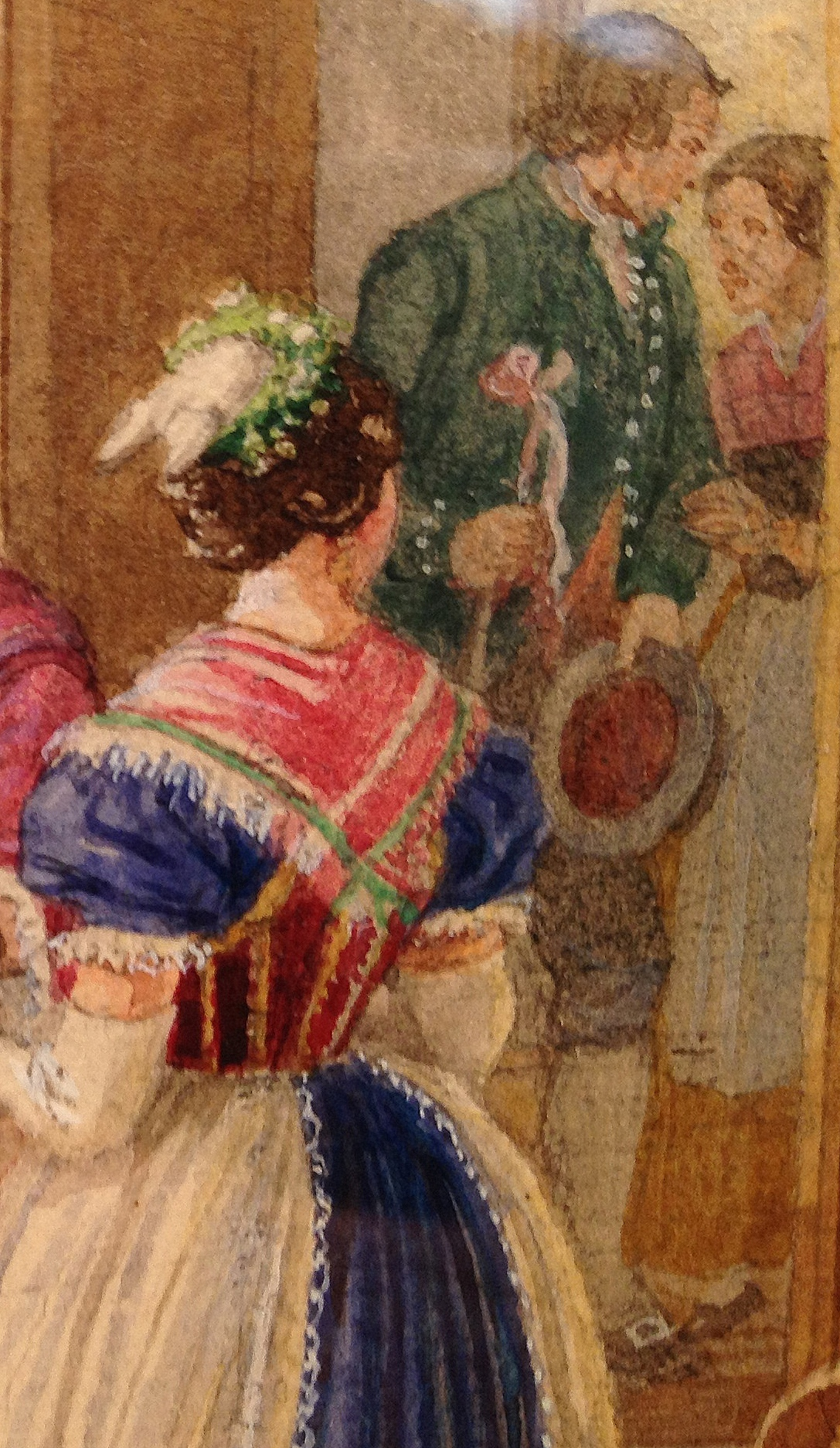
Brautjungfer mit Riegelhaube und Myrtenkranz zu Beginn des 19. Jahrhunderts

Die Myrte spielte in der griechischen Mythologie eine große Rolle. Es ist ein Ritual überliefert, bei dem Myrtenzweige auf einen zu beschreitenden Weg gestreut werden, während Weihrauch verbrannt wird.
Im alten Griechenland war die Myrte der Göttin Aphrodite geweiht, der Göttin der Liebe und Schönheit. Myrtenzweige gelten als Symbol für Jungfräulichkeit, Lebenskraft und viele gesunde Kinder, aber auch der über den Tod hinausgehenden Liebe.
Bereits die antiken Griechen und Römer schmückten die jungfräuliche Braut mit einem Myrtenkranz. Im 16. Jahrhundert wurde dieser Hochzeitsbrauch auch in Deutschland Sitte. Die Verwandte Jakob III. Fuggers soll 1583 die erste gewesen sein, die statt eines Rosmarinkränzchens den sehr kostbaren Myrtenschmuck trug.
Der Bräutigam und die Trauzeugen erhielten Zweige zum Anstecken. Teilweise wurden auch die Brautjungfern mit einem Myrtenkranz geschmückt. Es entwickelte sich der Brauch, dass die junge Ehefrau einen aus dem Brautkranz stammenden Zweig in die Erde setzte und bewurzeln ließ. Die grünende Pflanze wurde als Indikator für das beständige Eheglück angesehen und besonders gehegt. So fand die Myrte Einzug in die Wohnstuben und gilt als eine der ältesten Zimmerpflanzen.
Auch heute noch werden gelegentlich Myrtenkränze bzw. -sträuße zur Hochzeit getragen.
Im Mittelalter und später wurde die Myrte (lateinisch Myrtus, auch Mirtus und Mirta) auch als „Welsche Heidelbeere“ bezeichnet und deren Beeren als Mirtilli.
Myrtenzweige sind außerdem Bestandteil des Lulavs, den Juden jährlich beim Laubhüttenfest binden.

## Nutzung
Durch das ätherische Öl der Blätter, das stark sekretionsfördernd wirkt, hat die Pflanze Bedeutung bei der (medizinischen) Behandlung der Atemwege und dient zur Appetit-Anregung.
Im Iran werden Pflanzenextrakte als Salbe gegen Herpesbläschen eingesetzt.
Beim Kochen dient sie hauptsächlich als Gewürz für Fleischgerichte; volkstümlich werden sowohl Blätter und Beeren als auch Blüten verwendet. Darüber hinaus findet die Myrte Verwendung bei der Likör-Herstellung: In Sardinien ist sie die Grundlage des Mirto Rosso ‚roter Mirto‘, eines „süßen“ Likörs, der aus den Beeren hergestellt wird. Der Mirto Bianco ‚weißer Mirto‘ ist ein „trockener“ Likör, in dem Blätter und Blüten der Myrte Verwendung finden. Die korsische Variante des Mirto heißt Myrtei. Der Name der Mortadella-Wurst leitet sich von ihrer ursprünglichen Rezeptur mit Myrte ab, deren Früchte früher auch als Ersatz für den Kubeben-Pfeffer verwendet wurden, bevor Pfeffer als Gewürz in Europa populär wurde.

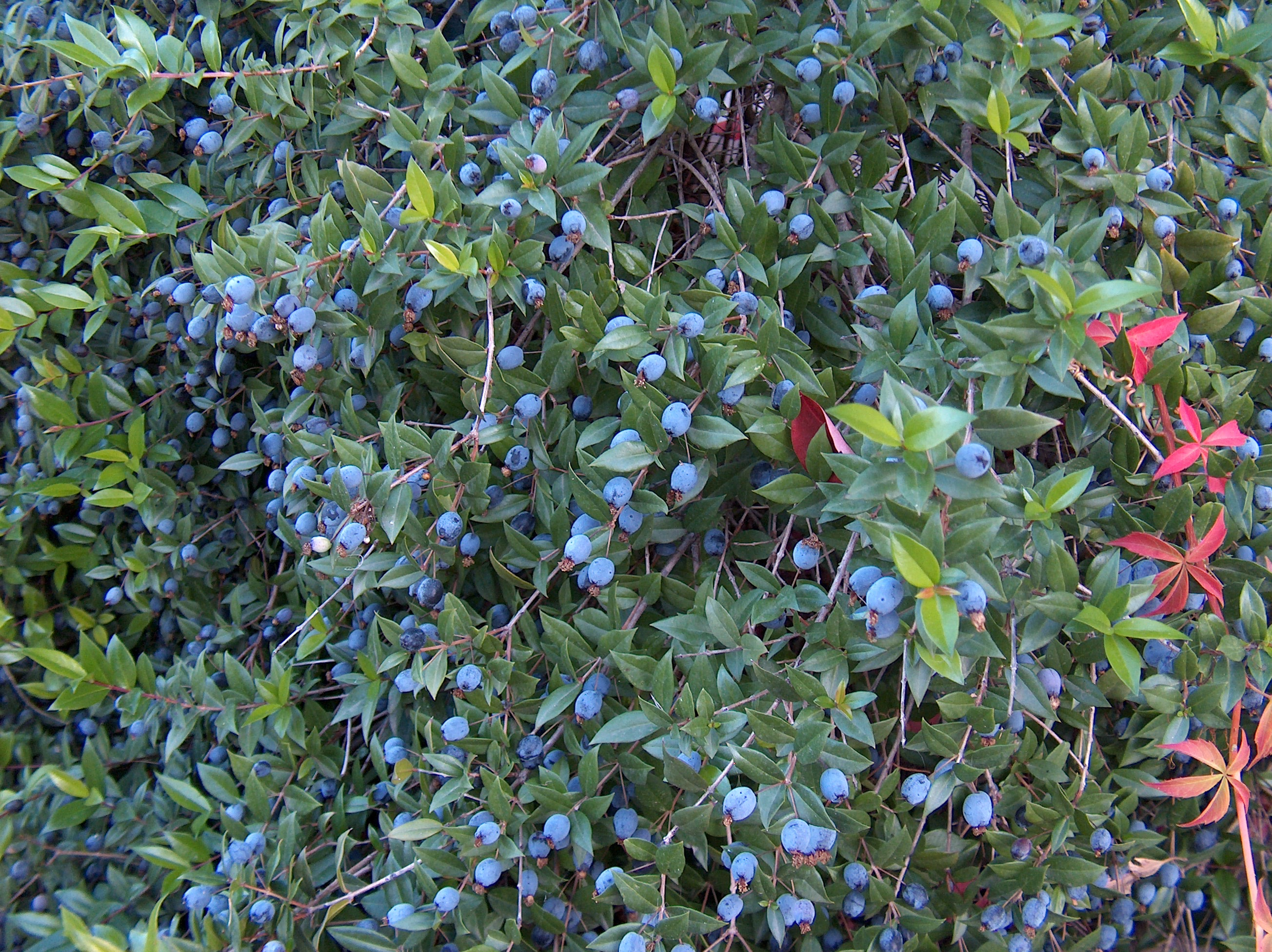
Beerenfrucht
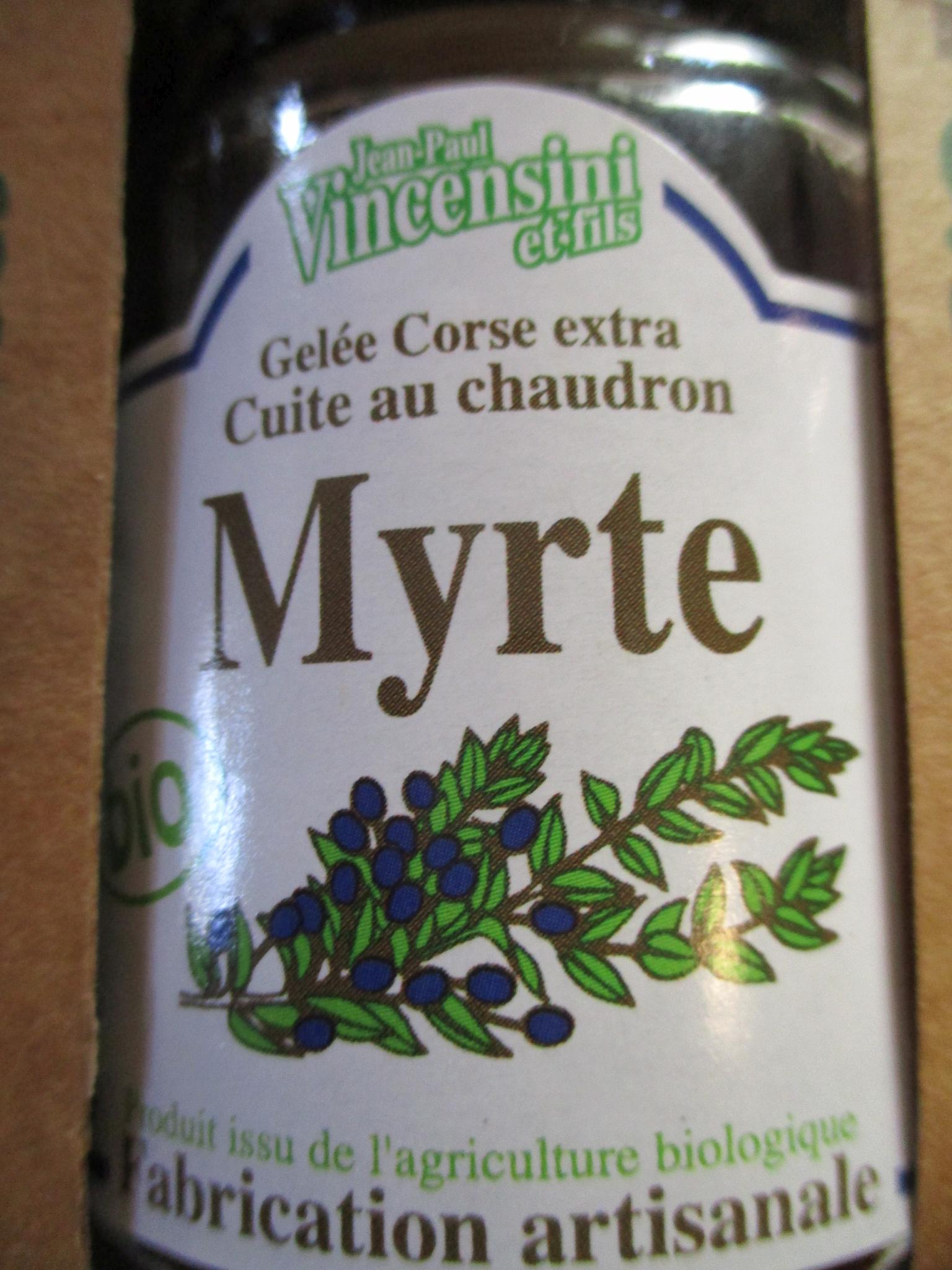
Myrten-Gelee, Korsika, Juni 2021
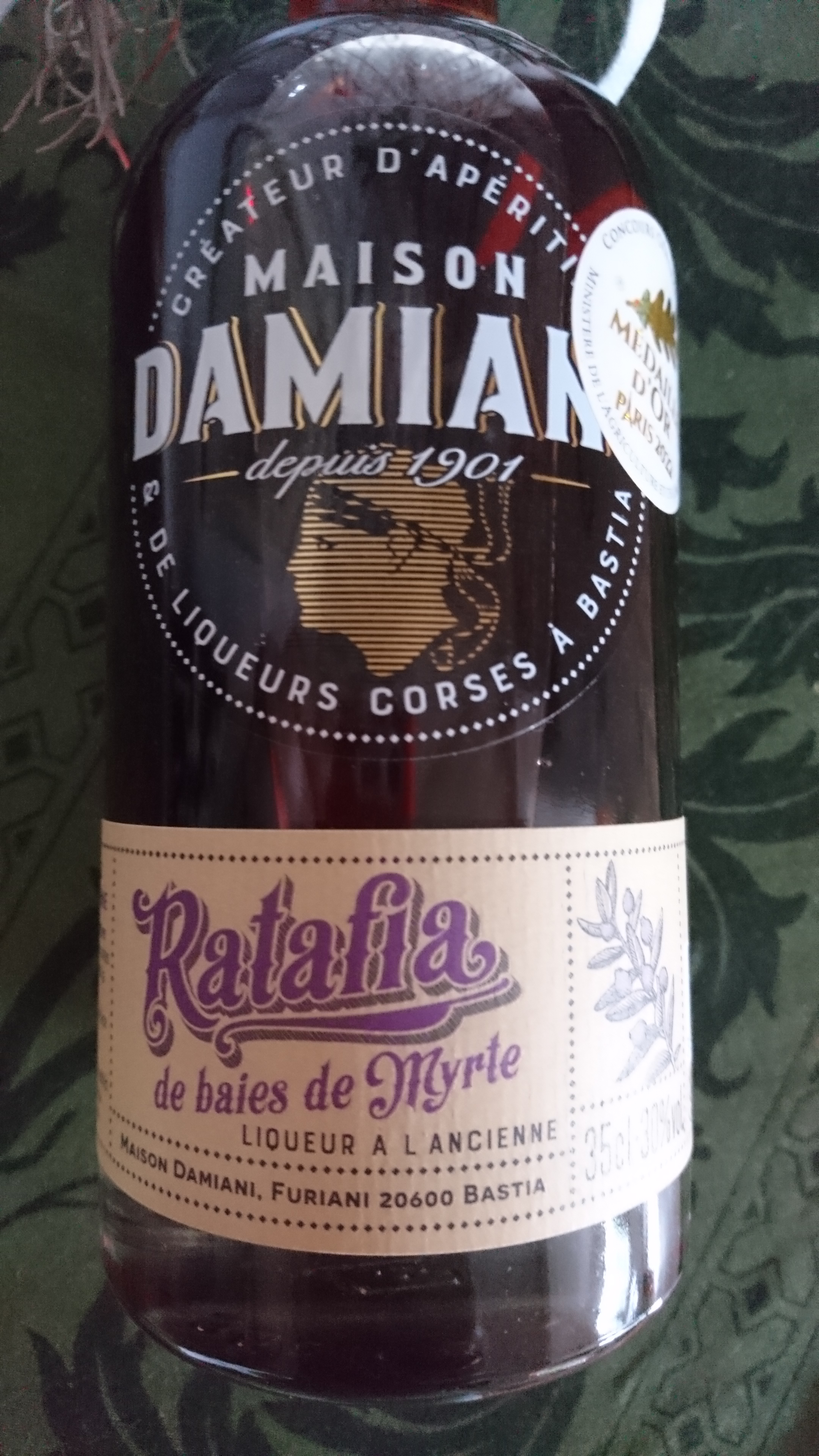
Myrten-Likör, Korsika, 2024